# La Terremoto de Alcorcón
La Terremoto de Alcorcón, pseudonimo di María José Charro Galán, nota anche come Pepa Charro (Madrid, 17 settembre 1977), è una cantante, attrice e comica spagnola.

## Biografia
Nata nella capitale spagnola, è cresciuta nella città di La Palma del Condado, di cui era originaria la madre. Durante l'infanzia ha studiato presso il Colegio Trinitarias di Alcorcón. Ha debuttato come cantante nel 1999, quando è entrata a far parte del gruppo Diabéticas Aceleradas. Ha vissuto a Palma di Maiorca, dove ha gestito il bar Flexas3 con Xavi de las Heras e Fernando Estrella, quest'ultimo ex membro del gruppo Peor Impossible.
È diventata famosa in Spagna per le sue parodie di canzoni come Can't Get You Out of My Head di Kylie Minogue (Me estoy poniendo morá) oppure Hung Up di Madonna (Time Goes By Con Loli), per il quale ha pubblicato un videoclip imitando la cantante statunitense. Ha anche realizzato varie cover tra cui Thriller di Michael Jackson e Crazy in Love di Beyoncé.
Nel 1999 ha pubblicato il suo primo album in studio Versiones originales, da cui è stato estratto il singolo Love Is in the Air, che è diventato un tormentone in Spagna. Nel 2004 ha accompagnato il regista Pedro Almodóvar al Festival di Cannes per la presentazione della pellicola La mala educación e, successivamente, al Festival de Cine Italiano de Madrid per la presentazione di Volver - Tornare.
Nel 2006 ha presentato il singolo Sin afeitar, parodia del brano I Will Survive di Gloria Gaynor e, durante l'estate, Me voy pa Benidorm, parodia di Walking on Sunshine dei Katrina and the Waves. Nelle stesso ha preso parte come inviata al night show D-Calle, presentato da Cayetana Guillén Cuervo su La 2.
Ha partecipato a tre edizioni del Festival Internacional de Benicàssim, ha presentato gli Shangay Awards e si è esibita in diverse occasioni al Carnevale di Las Palmas de Gran Canaria e al Drag Gala della città. Nell'estate del 2007, su commissione dell'organizzazione Europride, ha presentato il singolo ¡Libérate!, che è stato selezionato come inno ufficiale dell'European Gay Pride che si è svolto a Madrid.
Il 24 giugno 2016 a La Palma del Condado, è stata insignita della Medaglia della Cultura e delle Arti di La Palma per la sua carriera professionale, che la rende una cittadina illustre.

## Discografia

### Album in studio
- 1999 – Versiones originales
- 2005 – Confesiones tiradas por el suelo de la discoteca
- 2007 – ¡Libérate!

### Singoli
- 1999 – Love Is in the Air
- 1999 – Pretty Woman
- 1999 – Francisco Alegre
- 2005 – Me estoy poniendo morá
- 2006 – Time Goes By Con Loli
- 2006 – Sin afeitar
- 2006 – Enagená
- 2007 – ¡Libérate!
- 2007 – Me han echao los reyes un ipod de 80 gigas
- 2008 – He's My Man
- 2008 – Navidazer
- 2009 – Muñeca "Made in Alcorcón"
- 2009 – Lifting
- 2009 – Osa
- 2010 – 502
- 2013 – ¡Muévelo, perra!
- 2017 – 212 Flores

## Filmografia

### Cinema
- Piedras, regia di Ramón Salazar (2002)
- Aro Tolbukhin - Nella mente di un assassino (Aro Tolbukhin. En la mente del asesino), regia di Isaac-Pierre Racine, Agustí Villaronga e Lydia Zimmermann (2002)
- 20 centimetri (20 centímetros), regia di Ramón Salazar (2005)
- Slow Food, regia di Miguel Ángel Llompart (2005)
- Liquid, regia di David Mataró (2005)
- Volando voy, regia di Miguel Albaladejo (2006)
- ¡¡¡Todas!!!, regia di José Martret (2007)
- Jodienda Warrick, regia di Fernando Gamero (2008)
- Tú eliges, regia di Antonia San Juan (2009)
- Marranadas, regia di Antoni Aloy (2011)
- Gli amanti passeggeri (Los amantes pasajeros), regia di Pedro Almodóvar (2013)
- Presentimientos, regia di Santiago Tabernero (2013)
- La vuelta a la tortilla, regia di Paco León (2013)
- Truman - Un vero amico è per sempre (Truman), regia di Cesc Gay (2015)
- Lo nunca visto, regia di Marina Seresesky (2019)
- Padre no hay más que uno, regia di Santiago Segura (2019)
- La novia de América, regia di Alfonso Albacete (2023)

### Televisione
- Urgensias, serie TV, 1 episodio (IB3, 2005)
- D-Calle, programma TV, 13 episodi (La 2, 2006)
- Carta a Eva, serie TV, 2 episodi (La 1, 2012)
- Fenómenos, serie TV, 9 episodi (Antena 3, 2012-2013)
- Esposados, serie TV, 7 episodi (Telecinco, 2013)
- Se enciende la noche, programma TV (Telecinco, 2013-2014)
- Aída, serie TV, 1 episodio (Telecinco, 2014)
- Con el culo al aire, serie TV, 1 episodio (Antena 3, 2014)
- Nico & Sunset, serie TV, 4 episodi (TV3, 2014)
- Còmics, serie TV, 1 episodio (TV3, 2016)
- El ministerio del tiempo, serie TV, 1 episodio (La 1, 2017)
- El gran reto musical, programma TV (TVE, 2017)
- MasterChef España, programma TV (TVE, 2017)
- Fantastic Dúo, programma TV (TVE, 2017)
- Me resbala, programma TV (Antena 3, 2017)
- Tu cara me suena, programma TV (Antena 3, 2017-2018)
- Paquita Salas, serie TV, 1 episodio (Netflix, 2018)
- Arde Madrid, serie TV, 1 episodio (#0, 2018)
- Homo Zapping, programma TV (Neox, 2018)
- Mai neva a Ciutat, serie TV, 1 episodio (IB3, 2019)
- La mejor canción jamás cantada, programma TV, 8 episodi (TVE)
- ¡Niquelao! - Nailed It! Spagna, programma TV, 6 episodi (Netflix, 2019)
- MasterChef Celebrity, programma TV, 11 episodi (TVE, 2020)
- Typical Spanish, programma TV, 10 episodi (TVE, 2020)
- Dos parejas y un destino, programma TV, 8 episodi (TVE, 2021)
- Los miedos de..., programma TV, 6 episodi (Cuatro, 2022)
- Esta noche gano yo, programma TV, 7 episodi (Telecinco, 2022)
- MasterChef Especial Navidad, programma TV, 5 episodi (La 1, 2022-2023)
- Nancho, serie TV, 8 episodi (Atresplayer, 2023)
- Drag Race España, talent show, 1 episodio (Atresplayer, 2023)

## Teatro
- Precios populares (2008)
- El Molino (2008-2010)
- The Hole Zero (2012-2019)